# 6 (число)
6 (шість, шістка) — натуральне число між 5 і 7.
Префікс одиниць вимірювання в системі SI для 10006 є екса- (E), назва походить від грецького ἕξ, що означає «шість».

## В математиці
- 6 — це найменше додатне ціле число, яке не є ні квадратним числом ні простим числом. 6 друге найменше складене число, його розклад на прості множники — 1 x 2 x 3.

- Оскільки 6 є сумою своїх простих дільників (вони ж множники), а найменше складене число 4 не є сумою своїх дільників, то 6 є найменшим досконалим числом.

Як досконале число:

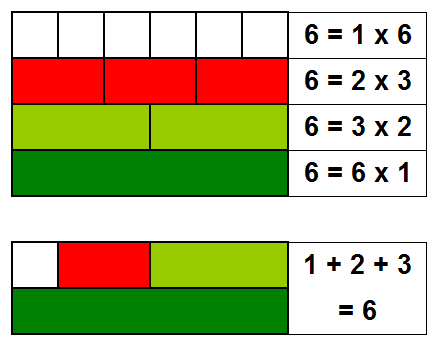
Ілюстрація того, що 6 досконале число за допомогою блоків / смужок Жоржа Квізне́ра (Georges Cuisenaire)

- 6 пов'язане з числом Мерсенна 3, оскільки 21(22 – 1) = 6.
- 6 єдине відоме досконале парне число, яке не є сумою кубів послідовних непарних чисел.
- 6 є аліквотною сумою[en][1] (тобто сумою своїх простих дільників) числа 6 (самого себе) і ще тільки одного числа: квадратного числа 25.

- Шість — єдине число, яке є і сумою, і добутком трьох послідовних додатних чисел.[2]

Цікаво, що {\displaystyle {\frac {1}{6}}=0,1(6)}.
| Множення | 1 | 2  | 3  | 4  | 5  | 6  | 7  | 8  | 9  | 10 |  | 11 | 12 | 13 | 14 | 15 | 16 | 17  | 18  | 19  | 20  |  | 25  | 50  | 100 | 1000 |
| -------- | - | -- | -- | -- | -- | -- | -- | -- | -- | -- |  | -- | -- | -- | -- | -- | -- | --- | --- | --- | --- |  | --- | --- | --- | ---- |
| 6 × x    | 6 | 12 | 18 | 24 | 30 | 36 | 42 | 48 | 54 | 60 |  | 66 | 72 | 78 | 84 | 90 | 96 | 102 | 108 | 114 | 120 |  | 150 | 300 | 600 | 6000 |

| Ділення | 1    | 2   | 3   | 4   | 5    | 6 | 7        | 8    | 9   | 10  |  | 11   | 12  | 13       | 14       | 15  |
| ------- | ---- | --- | --- | --- | ---- | - | -------- | ---- | --- | --- |  | ---- | --- | -------- | -------- | --- |
| 6 ÷ x   | 6    | 3   | 2   | 1.5 | 1.2  | 1 | 0.857142 | 0.75 | 0.6 | 0.6 |  | 0.54 | 0.5 | 0.461538 | 0.428571 | 0.4 |
| x ÷ 6   | 0.16 | 0.3 | 0.5 | 0.6 | 0.83 | 1 | 1.16     | 1.3  | 1.5 | 1.6 |  | 1.83 | 2   | 2.16     | 2.3      | 2.5 |

| Піднесення до степеня | 1 | 2  | 3   | 4    | 5     | 6     | 7      | 8       | 9        | 10       |  | 11        | 12         | 13          |
| --------------------- | - | -- | --- | ---- | ----- | ----- | ------ | ------- | -------- | -------- |  | --------- | ---------- | ----------- |
| 6x                    | 6 | 36 | 216 | 1296 | 7776  | 46656 | 279936 | 1679616 | 10077696 | 60466176 |  | 362797056 | 2176782336 | 13060694016 |
| x6                    | 1 | 64 | 729 | 4096 | 15625 | 46656 | 117649 | 262144  | 531441   | 1000000  |  | 1771561   | 2985984    | 4826809     |

## В музиці
- Позначається інтервал секста
- Список Шостих симфоній

## В датах (календарі)
- 6 рік; 6 рік до н. е.